# Ratpenat de dits llargs sud-africà
El ratpenat de dits llargs sud-africà (Miniopterus fraterculus) és una espècie africana de ratpenat de la família dels vespertiliònids que viu en boscos temperats i coves.